# Smalahove

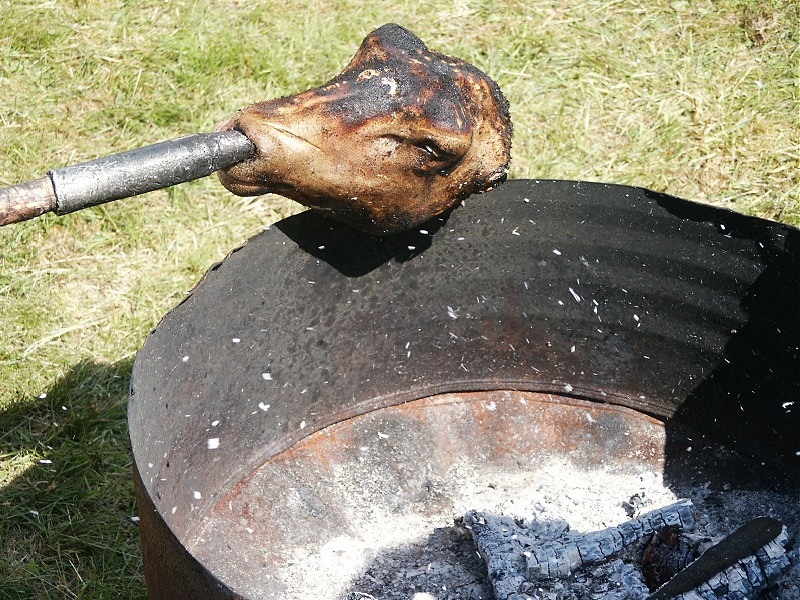
Smalahove

Smalahove, smalehovud eller sau(d)ehau(d) är en norsk maträtt som består av huvudet av lamm eller får. Maträtten har långa traditioner på norska vestlandet. Ordet kommer av smale, som betyder småfä eller får.
Rätten var förr vardagsmat och åts ofta med surmjölk eller saft till men numera äts den som festmat.